# Hiromi Tsuru
Hiromi Tsuru (鶴 ひろみ Tsuru Hiromi?, Hokkaidō, 29 de marzo de 1960-Chūō, 16 de noviembre de 2017) fue una actriz y seiyū japonesa afiliada a la agencia Aoni Production.
Fue reconocida por los roles de Bulma en Dragon Ball, Madoka Ayukawa en Kimagure Orange Road, Dokin-chan en Anpanman, Ukyo Kuonji en Ranma ½, Meryl Stryfe en Trigun y Reiko Mikami en Ghost Sweeper Mikami.
Fue galardonada, junto a otras personalidades fallecidas, con el "Premio Especial al Logro" en la decimosegunda ceremonia de los Seiyū Awards.

## Biografía
Tsuru nació el 29 de marzo de 1960 en Chitose, Hokkaido. En el segundo grado de la escuela primaria, se unió a Himawari Theatre Group con su hermana. En 1968, Tsuru audicionó para Princess Comet (TBS) e hizo su debut en el drama en el episodio 63 "Yokai no Mori". En 1969, también apareció en el cuarto episodio "Masked Cemetery" de Horror Theatre Unbalance (Fuji TV) bajo la dirección de Eizo Yamagiwa y con el mismo guion de Shinichi Ichikawa.
Después de eso, apareció en la portada de revistas de aprendizaje, desfiles de moda para ropa infantil y dramas televisivos como Aya no Onna (Fuji TV). Tsuru también prestó su voz a Jodie Foster en la película estadounidense Bugsy Malone que se emitió en Sunday Western Painting Theatre (TV Asahi).

## Carrera
Después de debutar como actriz, Tsuru se graduó de la escuela secundaria Tsurumi en la prefectura de Kanagawa. En 1978, cuando estaba en el tercer año de la escuela secundaria, hizo una audición para la serie Perrine Monogatari de World Masterpiece Theater e hizo su debut como actriz de voz en el papel del personaje principal, Perrine Paindavoine. Después de la emisión de Perrine Monogatari, ella no había sido actriz de voz durante dos años, pero en 1981 estuvo a cargo del papel del gato en Ohayō! azotar 
En 1982, después de audicionar para el papel de Revi en Arcadia of My Youth: Endless Orbit SSX, se transfirió de Sunaoka Office a Aoni Production para trabajar en serio en su voz. Desde entonces, Tsuru estuvo activa como seiyū.
A partir de la década de 1990, Tsuru comenzó a trabajar principalmente como narrador en programas de variedades y noticieros, apareciendo ocasionalmente en el escenario. Trabajó como narradora hasta poco antes de su muerte.

## Vida personal
Estuvo casada con Keiichi Nanba desde 1986 hasta que se divorciaron en 1990. Ellos no tuvieron hijos.

## Muerte
Tsuru fue hallada inconsciente en su carro, inmediatamente fue llevada al hospital y fue declarada muerta el 16 de noviembre de 2017. Su agencia confirmó su fallecimiento a la edad de 57 años a causa de una disección aórtica acompañada de un infarto de miocardio. El ending 8 de Dragon Ball Super le hizo un homenaje en su emisión en Japón.

## Sucesoras
- Aya Hisakawa por Dragon Ball (Bulma)
- Miina Tominaga por Anpanman (Dokin-chan)
- Masumi Asano por One Piece (Shakuyaku)

## Filmografía

### Anime
- Akihabara Dennogumi (Hinako Hanakoganei, Petit Ange, Hysyo)
- Anpanman (Dokin-chan)
- Ao no Exorcist (Michelle Neuhaus)
- Bosco Adventure (Unicorn)
- Cat's Eye (Cathy, Akiko)
- City Hunter 2 (Katharine)
- Detective Conan (Kuniko Yamamoto)
- Dragon Ball (Bulma)
- Dragon Ball GT (Bulma, Bra)
- Dragon Ball Z (Bulma, Trunks de Bebé)
- Dragon Ball Super (Bulma, Bulma del Futuro, Tights)
- Esper Mami (Taeko Kuroyuki)
- Fist of the North Star (Kanna, Ami)
- GeGeGe no Kitarō (Satomi, Mugiko, Minako, Kumoko (1985), Ayako (1996))
- Ghost Sweeper Mikami (Reiko Mikami)
- Gravitation (Mika Seguchi)
- HeartCatch PreCure! (Árbol de los Corazones)
- Hikari no Densetsu (Miyako Kamijou)
- InuYasha (Princesa del Palacio de la cabeza de Ogro)
- Kamikaze Kaitō Jeanne (Jeanne D'Arc)
- Kimagure Orange Road (Madoka Ayukawa)
- Kinnikuman (Natsuko)
- Love Hina (Madre Maehara)
- Magical Taruruuto-kun (Ooaya Mari)
- Maison Ikkoku (Asuna Kujou)
- Miyuki (Miyuki Kashima)
- Monster Rancher (Undine)
- One Piece (Shakuyaku)
- Perrine Monogatari (Perrine)
- Ranma ½ (Ukyo Kuonji)
- Saint Seiya (June de Camaleón, Thetis de Sirena)
- Saint Seiya Omega (Pallas)
- Samurai Champloo (Shino/Kohaku)
- Silent Möbius (Kiddy Phenil)
- Sorcerous Stabber Orphen: Revenge (Charlotte)
- Stop!! Hibari-kun! (Rie Kawai)
- The Super Dimension Fortress Macross (Kim Kabirov)
- Touch (Sachiko Nishio)
- Trigun (Meryl Strife)
- Yu-Gi-Oh! GX (Yubel)

### OVAs
- Devil Hunter Yohko (Sayoko Mano)
- Dominion: Tank Police (Leona Ozaki)
- Gall Force (Lufy)
- Gravitation (Mika Seguchi)
- Here is Greenwood (Nagisa Tezuka)
- Kimagure Orange Road (Madoka Ayukawa)
- Nineteen 19 (Masana Fujisaki)
- One Pound Gospel (Sister Angela)
- Prefectural Earth Defense Force (Baradaki)
- OVA's de Ranma ½ (Ukyo Kuonji)
- Shōnan Jun'ai Gumi (Ayumi Murakoshi)[8]

### Películas
- Fresh Pretty Cure: Omocha no Kuni wa Himitsu ga Ippai!? (Usapyon)
- Películas de Soreike! Anpanman (Dokinchan) (hasta la 29° película)
- Arcadia of My Youth (Mira)
- Películas de Dragon Ball (Bulma)
- Películas de Dragon Ball Z (Bulma) (hasta Fukkatsu no F)
- Gravitation (Mika Seguchi)
- Kimagure Orange Road (Madoka Ayukawa)
- Películas de Kinnikuman (Natsuko)
- Películas de Magical Taruruuto-kun (Ooaya Mari)
- Maison Ikkoku (Asuna Kujou)
- Películas de Ranma ½ (Ukyo Kuonji)

### Videojuegos
- Cobra series (1991-2014)  (Utopia Moore)
- Call of Duty: Advanced Warfare (2015) (Ilona)
- Cosmic Fantasy 2 (1991) (Rim Norlandia)
- Graduation series (1992-2006) (Kiyomi Arai)
- Ghost Sweeper Mikami: Joreishi wa Nice Body (1993) (Reiko Mikami)
- Ghost Sweeper Mikami (1994) (Reiko Mikami)
- Dear Langrisser II (1995) (General Imelda)
- Videojuegos de Dragon Ball' (1994-2017) (Bulma)
- Dragoon Might (1995) (Tsugumi, Layla)
- Tekken 3 (1997) (Julia Chang)
- Ghost in the Shell (1997) (Motoko Kusanagi)
- Metal Gear Solid (1998) (Dr. Naomi Hunter)
- Tekken Tag Tournament (1999) (Julia Chang)
- Little Princess: Marl Ōkoku no Ningyō Hime 2 (1999) (Akujo)
- Dororo (2004) (Misaki)
- Shining Force EXA (2007) (Zhirra)
- Dragon Ball: Origins (2008) (Bulma)
- Metal Gear Solid 4: Guns of the Patriots (2008) (Dr. Naomi Hunter)
- Super Robot Wars Z 2008 (Supreme Commander Teral)
- Trails in the Sky the 3rd 2008 (Rufina Argent)
- Yakuza 0 (2015) (Reina)
- Bravely Second: End Layer (2015) (Anne)
- Drift Girls (2015) (Izumisawa Mai)
- Devil's Third (2015) (Jane Doe)
- Yakuza 0 (2015) (Reina)
- Sonic boom Rise of Lyrick(2014) (Amy Rose)
- Dragon Ball FighterZ (2018) (Bulma)